# Schweizer Weltatlas
Der Schweizer Weltatlas (französisch Atlas mondial suisse, italienisch Atlante mondiale svizzero) ist ein in der Schweiz weitverbreiteter Schulatlas für die Sekundarstufe I und Sekundarstufe II. Er erscheint in den Sprachen Deutsch, Französisch und Italienisch.
Als didaktisches Hilfsmittel für Lehrer gab es zur Ausgabe 2010 zusätzlich einen Kommentarband in deutscher Sprache.

## Geschichte
Einfache Schulatlanten waren bereits im 18. Jahrhundert bekannt. Ab 1843 entstanden in der Schweiz durch Heinrich Keller und Jakob Melchior Ziegler die ersten Atlanten, die sich für den allgemeinen Schulgebrauch durchsetzten. Weitere Bearbeiter von Schulatlanten waren die Zürcher Heinrich Wettstein (Erster Schulatlas für die Sekundarschulen des Kantons Zürich von 1872) und Wilhelm Götzinger (ab 1902).

### Erstausgabe 1910
Die Geschichte des Schweizer Weltatlas geht auf einen Beschluss der Konferenz der kantonalen Erziehungsdirektoren im Jahre 1898 zurück, einen Schulatlas für die Schweiz herauszugeben. Die Erstausgabe erschien unter dem Namen Schweizerischer Mittelschulatlas im Jahre 1910 (französische Ausgabe 1912, italienische Ausgabe 1915) und wurde unter der Leitung des Zürcher Gymnasiallehrers August Aeppli (Technische Subkommission: F. Becker, L. Held, A. Huber, weitere Mitarbeiter: S. Simonett, H. Frey, C. Brandenberger, U. Seiler) von der Anstalt Kartographia Winterthur erstellt. Die Herausgeber liessen im Vorwort zu ihrem Atlas stolz verlauten: „Er soll auch nach außen künden, was Schweizer Art und Arbeit vermag.“

### Ausgabe 1928
Mit der Ausgabe 1928 übernahm Eduard Imhof, Vorsteher des Instituts für Kartografie an der ETH Zürich, die Bearbeitung des Schweizerischen Mittelschulatlas.

### Ausgabe 1962
Eine wesentliche Überarbeitung und verändertes Kartenbild erfuhr der Atlas mit der Ausgabe 1962, als die von Eduard Imhof entwickelte Form der Reliefdarstellung im Atlas für kleinmassstäbige Karten Anwendung fand. Mit der siebzehnten Auflage im Jahre 1976 erhielt der Atlas ein Ortsnamenregister, welches von Eduard Imhofs Frau Viola Imhof erstellt wurde.

### Ausgabe 1981
Im Jahre 1981 schliesslich erschien die erste Ausgabe mit dem Namen Schweizer Weltatlas. Diese Ausgabe löst die beiden bisher in der Schweiz verwendeten Schulatlanten, den Schweizerischen Mittelschulatlas und den Schweizerischen Sekundarschulatlas, ab. Betreffend den Aufbau und den Karten orientiert sich der neue Chefredaktor Ernst Spiess, Professor am Institut für Kartografie und Nachfolger von Eduard Imhof, stark am Schweizerischen Mittelschulatlas. Ein Grossteil, vor allem die physischen Karten, werden praktisch unverändert übernommen und mit zahlreichen thematischen Karten ergänzt. Seit dieser Ausgabe wird der Atlas von einer Beratenden Kommission in geografischer und didaktisch-methodischer Hinsicht begleitet.

### Ausgabe 1993
Unter der Leitung von Ernst Spiess erschien zwölf Jahre nach der letzten Überarbeitung eine weitere überarbeitete Auflage im Jahr 1993, die sich unter anderem auch im Buchformat von der vorherigen Ausgabe unterscheidet. Der Buchumschlag präsentiert sich in weinroter Farbe. Bis zur nachfolgenden Ausgabe 2002 wurden mehrere korrigierte Auflagen publiziert, die letzte davon 1997.

### Ausgabe 2002
Ende der neunziger Jahre wurde auf digitale Produktionstechniken umgestellt. Die bis dahin analog vorliegenden Karten wurden digitalisiert und der Atlas wird seit da mittels Desktop-Publishing hergestellt. Bis zur nachfolgenden Ausgabe 2010 wurden mehrere korrigierte Auflagen publiziert, die letzte davon 2008.

### Ausgabe 2010
Als Nachfolger von Ernst Spiess wurde im Jahr 2009 Lorenz Hurni, Professor für Kartografie am Institut für Kartografie und Geoinformation der ETH Zürich, Chefredaktor des Atlas. Unter seiner Leitung begann die Entwicklung des interaktiven Atlasteils, welcher am 26. Oktober 2010 zusammen mit der Buchausgabe 2010 veröffentlicht wurde.

### Ausgabe 2017
Am 16. Juni 2017 erschien eine komplett überarbeitete Neuauflage auf Deutsch, Französisch und Italienisch. Sie zeichnet sich aus durch neue Karten zu aktuellen Themen wie Umwelt, Energie, Naturgefahren, Konflikte oder der Wirtschaft. Erwähnenswert ist zudem die Karte des Mount-Everest-Gebiets, die eine vollkommen automatisch erzeugte Felsdarstellung im Stil der Schweizer Landeskarten zeigt. Im Sommer 2019 erschien eine korrigierte Auflage.

## Inhalt und Aufbau
Seit der Neuauflage 2017 beginnt der Atlas mit einem 14-seitigen Einführungsteil, der über das Themengebiet der Kartografie Auskunft gibt. Eine Doppelseite widmet sich speziell dem kompetenzorientierten Fachunterricht gemäss Lehrplan 21.
Der Schweizer Weltatlas enthält zahlreiche physische und thematische Karten mit dem geografischen Schwerpunkt Schweiz und Europa. Der Atlas folgt dem Prinzip vom Grossen ins Kleine: so werden im Teil zur Schweiz zuerst die Karten gezeigt, welche die ganze Schweiz abbilden, bevor danach Detailkarten einzelner Regionen und Städte gezeigt werden. Ebenfalls folgt der Atlas einem exemplarischen Ansatz, in dem «mittels grossmassstäbigen Detailkarten zu Regionen oder Städten […] spezifische geografische Situationen, Phänomene oder Prozesse» aufgezeigt werden.
Der erste Kartenteil beinhaltet Karten zur Schweiz mit den Schwerpunkten Geologie, Klima und Wetter, Kulturlandschaftswandel und Verkehr. Diesem Teil folgen Karten zu Europa sowie den verschiedenen europäischen Ländern, die Themen wie Klima und Wirtschaft behandeln. Exemplarisch werden einzelne Themen wie zum Beispiel Landgewinnung in den Niederlanden herausgegriffen und mit mehreren Karten behandelt. Ähnliche Themen werden in den folgenden Karten zu Afrika, Asien und Australien aufgegriffen und illustriert. Abschliessend beinhaltet der Atlas kleinmassstäbige Weltkarten und Darstellungen zum Sonnensystem.
Zur thematischen und geografischen Suche enthält der Atlas ein Sach- und Ortsnamenregister sowie eine geografische Übersicht aller Karten im Vorsatz.
Seit der Ausgabe 2017 ist die Generallegende ausklappbar und ein Griffregister hilft bei der Navigation.

## Interaktiver Atlasteil
Unter dem Namen «Schweizer Weltatlas interaktiv» wurde im Zeitraum von 2010 bis 2018 ein interaktiver Atlasteil angeboten, der Karten in 2D-Ansicht, als virtuelle Globen oder als Blockbilder beinhaltete. Die Karteninhalte basierten weitgehend auf den topografischen und thematischen Karten der gedruckten Ausgabe 2010 und wurden redaktionell mit Zusatzinformationen erweitert. Knapp ein Drittel der gedruckten Karten wurden so auch digital zur Verfügung gestellt. Die Karten waren in einzeln wählbare Ebenen gegliedert und konnten gespeichert, exportiert und ausgedruckt werden. Es war möglich, mehrere Karten gleichzeitig zu öffnen und sie räumlich synchronisiert darzustellen, d. h. die Zentren der Karten zeigten immer denselben Ort. Nebst Karten gab es Zusatzmodule, wie beispielsweise eine Animation der Erdbewegung um die Sonne.
Der interaktive Atlasteil wurde in Form einer Java-Applikation kostenlos über das Web angeboten. Aufgrund der gewählten Technologie war die Ausführung der Software auf mobilen Geräten nicht möglich. Am 19. Juli 2018 wurde der Schweizer Weltatlas interaktiv eingestellt.

## Angebot im Web
Zeitgleich zur Veröffentlichung der Druckausgabe 2017 wurde auch die Webseite des Schweizer Weltatlas in einer komplett überarbeiteten Version publiziert. Die von der Redaktion «Onlinewelt» genannte Webplattform übernimmt neu die Funktion von Kommentarband und interaktivem Atlasteil. Der enge Bezug zur Druckausgabe widerspiegelt sich im karten-basierten Zugang zu den zahlreichen Zusatzmaterialien wie Stumme Karten, Kartenkommentar, didaktische Erläuterungen oder interaktiven, webbasierten Tools.